# Bommagatta, Sandur
Bommagatta là một làng thuộc tehsil Sandur, huyện Bellary, bang Karnataka, Ấn Độ.